# Paulette Jiles

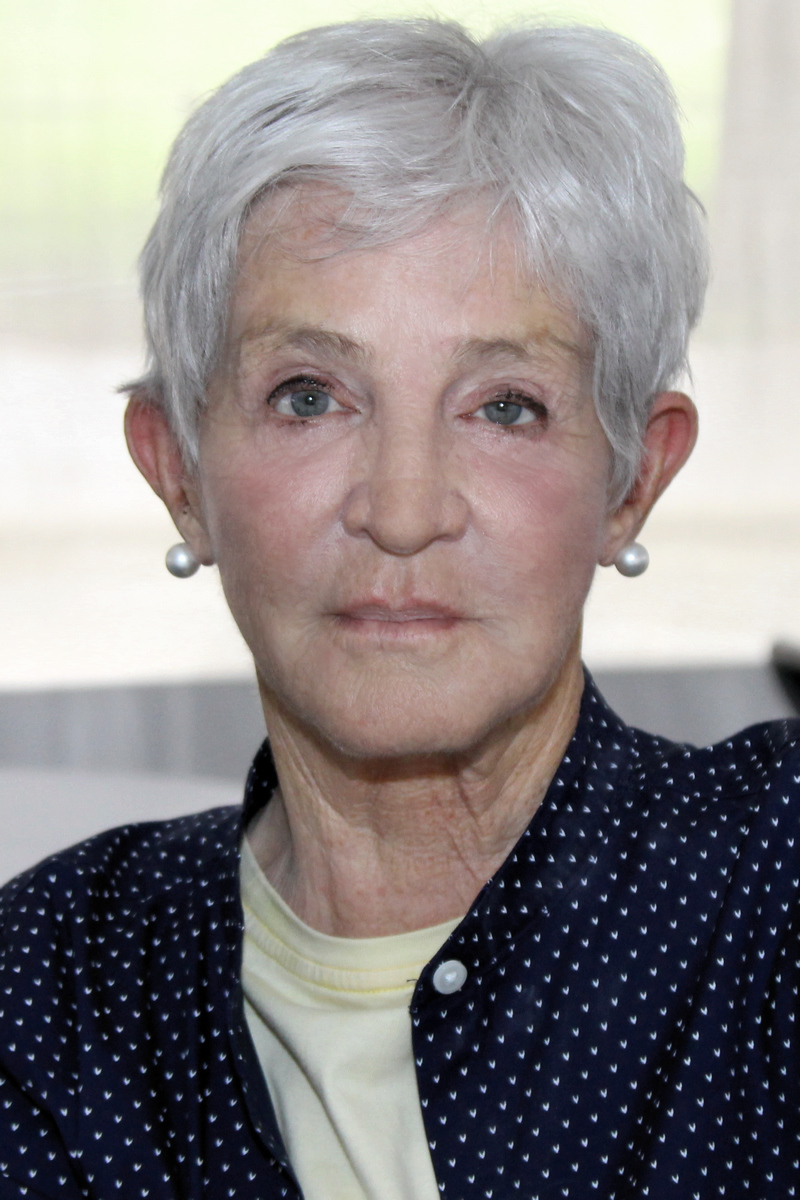
Paulette Jiles (2017)

Paulette Jiles (auch Paulette K. Jiles, Paulette Jiles-Johnson) (* 4. April 1943 in Salem, Missouri; † 8. Juli 2025 in San Antonio, Texas) war eine US-amerikanische Schriftstellerin.

## Leben
Paulette Kay Jiles wurde 1943 in Salem, Missouri, geboren. Sie besuchte das College an der Universität von Missouri – Kansas City und schloss es 1968 im Hauptfach Romanische Sprachen ab.
Jiles zog 1969 nach Toronto, Kanada, wo sie für die Canadian Broadcasting Corporation arbeitete und anschließend die nächsten zehn Jahre beim Aufbau von UKW-Radiosendern in Muttersprache mit indigenen Völkern im Norden von Ontario und Quebec half. Dabei lernte sie die Ojibwe-Sprache, die von den Anishinaabeg-Stämmen in Ontario und Umgebung gesprochen wird.
Nachdem sie Jim Johnson geheiratet hatte, zog sie 1991 mit ihm nach San Antonio. Nach mehreren Jahren Reisen, unter anderem in Mexiko, ließ sich das Ehepaar 1995 in San Antonio nieder und kaufte ein Haus in der Altstadt. Nach ihrer Scheidung im Jahr 2003 zog Jiles auf eine rund 13 Hektar große Ranch in der Nähe von Utopia, Texas, etwa 80 Meilen westlich von San Antonio.

## „News of the World“ – Verfilmung
Ihr 2016 veröffentlichter Roman „News of the World“ war im Finale des „National Book Award for Fiction“.
Im Jahr 2017 erwarb Fox 2000 Pictures die Verfilmungsrechte für den Roman „News of the World“. Am 25. Dezember veröffentlichte Universal Pictures, auf welche die Rechte übergegangen waren, den Film in den USA. Im Ausland war er ab dem 10. Februar 2021 bei Netflix zu sehen. Der deutsche Titel lautet Neues aus der Welt.
Die Hauptrollen spielen Tom Hanks als Captain Kidd und Helena Zengel als Johanna. Das Drehbuch wurde vom Regisseur des Films, Paul Greengrass, nach einer Originalversion von Luke Davies umgeschrieben.

### Ausgewählte Werke
- Waterloo Express (1973)
- Celestial Navigation (1984, Gewinner des Governor General's Award  for English Poetry 1984, des Pat Lowther Award, und des Gerald Lampert Award)
- The Golden Hawks (Where We Live) (1985)
- Sitting in the Club Car Drinking Rum and Karma Kola (1986, nominiert für den Ethel Wilson Fiction Prize)
- The Late Great Human Road Show (1986, nominiert für den Books in Canada First Novel Award)
- The Jesse James Poems (1988)
- Blackwater (1988)
- Song to the Rising Sun (1989)
- Cousins (1992)
- Flying Lesson: Selected Poems (1995)
- North Spirit: Travels Among the Cree and Ojibway Nations and Their Star Maps (1995)
- Enemy Women (2002, Gewinner des Rogers Writers' Trust Fiction Prize)
- Stormy Weather (2007)
- The Color of Lightning (2009)
- Lighthouse Island (2013)
- News of the World (2016)
- Simon the Fiddler (2020)
- Chenneville: A Novel of Murder, Loss, and Vengeance (2023)